# سوق الأربعاء (الأهواز)
سوق الأربعاء هي بلدة تاريخية تقع ضمن نواحي إقليم خوزستان، ويجري بجوارها نهر، مما يُضفي عليها طابعًا جغرافيًا مميزًا. تتكوّن البلدة من جانبين، ويُعد الجانب القريب من الحدود العراقية أكثر عمرانًا، ويضم معالم بارزة من بينها الجامع الرئيسي
وقد ورد ذكر البلدة في الشعر العربي القديم، إذ قال الشاعر السحيم بن وثيل الرياحي في وصفها:
أَلَمْ تَرَنَا بِالأَرْبِعَاءِ وَخَيْلُنَا
غَدَاةَ دَعَانَا قَعْنَبٌ وَالْكِيَاهِمُ

### فهرس المنشورات
1. ↑  الحموي (1977)، ج. 1، ص. 136-137.

### معلومات المنشورات كاملة
الكتب مرتبة حسب تاريخ النشر
- ياقوت الحموي (1977)، معجم البلدان (ط. 1)، بيروت: دار صادر، OCLC:1014032934، QID:Q114913343